# Guillem Embriaco
Guglielmo Embriaco (en català Guillem Embriaco, nascut el 1040), fou un mercader i cap militar genovés que participà en la Primera Croada, acudint en ajut dels croats durant el final d'aquesta i ajudant a la conquesta de Jerusalem.

## Biografia
Embriaco probablement va néixer a finals de la dècada de 1030, però no es va fer famós fins que, amb el seu germà Primo di Castello, van arribar a Jaffa en 1099 amb un esquadró de galeres. Segons els Annales de Caffaro di Rustico da Caschifellone, la flota estaria composta per dues galeres, i segons Ramon d'Aguilers la xifra estaria entre sis i nou.
L'expedició va ser una empresa privada. Es dirigien en primer lloc a Ascaló, però un exèrcit fatimita d'Egipte els va obligar a marxar terra endins cap a Jerusalem, ciutat que es trobava en aquell moment assetjada pels croats. La fusta procedent de les seves naus un cop desmantellades va ser reconvertida en màquines de setge, la qual cosa va ser vital en la conquesta final de la ciutat el 15 de juliol. Va ser durant el setge quan Embriaco va guanyar el seu sobrenom "Caputmallei" o "Testadimaglio", que significa "cap de malla".
Embriaco va ajudar en la captura de Jaffa i més tard, el 12 d'agost, va participar en la batalla d'Ascaló, comandant entre 200 i 300 homes i dirigint un contingent naval. Embriaco i el seu germà van tornar a Gènova amb cartes de Jofré de Bouillon i de Dagobert de Pisa (Defensor del Sant Sepulcre i Patriarca de Jerusalem, respectivament), on descrivien els èxits dels croats i sol·licitaven urgentment reforços. Van arribar a Gènova el 24 de desembre.
Embriaco va rebre el títol de consul exercitus Ianuensium (cònsol de l'exèrcit genovès) i va ser enviat de tornada amb una flota d'unes 26 o 27 galeres, entre 4 i 6 naus de càrrega i entre 3.000 i 4.000 homes. Va embarcar portant al nou legat papal, el cardenal-bisbe d'Òstia, l'1 d'agost de 1100.
En la seva segona arribada a Terra Santa es va reunir amb Balduí I de Jerusalem a Laodicea i junts van planejar una campanya militar per a la primavera següent. Va passar l'hivern a Laodicea i va tenir diverses escaramusses amb corsaris sarraïns. Al març de 1101 va partir de Loadicea, esquivant una gran flota egípcia prop de Haifa, i va arribar a Jaiffa el dilluns de Pasqua. Va acompanyar Balduí des d'aquí a Jerusalem per celebrar la Pasqua i visitar el riu Jordà. Se li va prometre un terç del botí de la campanya militar que estaven a punt de dur a terme i van partir cap a Arsuf, ciutat que va caure tres dies després, el 9 de maig. La ciutat de Cesarea també va caure, tot i que va aguantar fins al 17 de maig. Un miler de mercaders àrabs que s'havien refugiat a la mesquita van pagar als genovesos un rescat per ser alliberats sense patir danys.
El juliol Embriaco va tornar a Gènova després de signar un tractat amb Tancred de Galilea. Es va trobar amb una flota romana d'Orient a les Illes Jòniques i es va detenir a l'illa de Corfú per enviar ambaixadors a Constantinoble. Va entrar triomfal a Gènova a l'octubre.
Al febrer de 1102 va ser triat cònsol. No es coneix res més sobre la seva vida des d'aquest moment.